# Laura James
Laura James (* 18. November 1990 in Cambridge New York), auch: Laura Ellen James Ecker ist eine US-amerikanische Schauspielerin und Modell. 
James gewann 2012 die neunzehnten Staffel von America’s Next Top Model und wurde durch ihre wiederkehrende Rolle der Molly Hicks in der Fernsehserie S.W.A.T. bekannt.

## Leben und Karriere
James wurde in Cambridge, New York geboren. Sie ist die Tochter des Denver-Clans-Schauspielers John James und des australischen Models Denise Coward. 
Bevor sie bei America’s Next Top Model auftrat, studierte James am Paul Smith’s College Hotel- und Tourismus-Management.
2012 gewann Laura James die neunzehnte Staffel von America’s Next Top Model und erhielt Verträge bei New York Model Management und L.A. Models.
Als Schauspielerin war sie in mehreren Filmen, darunter The Lost Day, Hello Ladies und Nano sowie Fernsehserien zu sehen Grandfathered, Schatten der Leidenschaft und American Woman.
Bekannt wurde sie durch ihre wiederkehrende Rolle der Molly Hicks in der Serie S.W.A.T., als Tochter des Commander Robert Hicks und der Beziehung zum Officer III Jim Street. Diese spielte sie von 2018 bis 2021.
Im Oktober 2022 heiratete Laura James Jon-Michael Ecker, bekannt aus der Fernsehserie Chicago Fire. Sie haben eine gemeinsame Tochter Ellie (* 2023).

## Filmografie (Auswahl)
- 2014: Hello Ladies: The Movie
- 2015: Tiësto & The Chainsmokers: Split (Musik-Video)
- 2016: Grandfathered (Fernsehserie, 1 Folge)
- 2016: Chronology
- 2017: Nano (Kurzfilm)
- 2017: Coffin 2
- 2018: Schatten der Leidenschaft (Fernsehserie, 1 Folge)
- 2018: American Woman (Fernsehserie, 1 Folge)
- 2018–2025: S.W.A.T. (Fernsehserie, 13 Folgen)
- 2020: Axcellerator
- 2021: Howl
- 2021: A California Christmas: City Lights
- 2022: Navy CIS: Hawaiʻi (Fernsehserie, 1 Folge)
- 2023: Silent Thunder
- 2025: The Rookie (Fernsehserie, 1 Folge)